# Qitai (köping i Kina)
Qitai (kinesiska: 起台, 起台镇) är en köping i Kina. Den ligger i provinsen Henan, i den centrala delen av landet, omkring 190 kilometer sydost om provinshuvudstaden Zhengzhou. Antalet invånare är 34 616. Befolkningen består av 17 223 kvinnor och 17 393 män. Barn under 15 år utgör 21,0 %, vuxna 15-64 år 68 %, och äldre över 65 år 10,0 %.
Genomsnittlig årsnederbörd är 888 millimeter. Den regnigaste månaden är juli, med i genomsnitt 196 mm nederbörd, och den torraste är januari, med 7 mm nederbörd.